# Nelson Algren
Nelson Algren (właśc. Nelson Ahlgren Abraham, ur. 28 marca 1909 w Detroit, zm. 9 maja 1981 w Sag Harbor) – pisarz amerykański, którego twórczość w głównej mierze odnosiła się do życia biednych Polaków mieszkających w Polskim Śródmieściu w Chicago i którego powieści uznane zostały przez Amerykanów polskiego pochodzenia za antypolskie.
Napisał 5 powieści i ponad 50 opowiadań, poezji, szkiców krytycznych, esejów i książek podróżniczych. Do tej pory na język polski zostały przetłumaczone dwa jego opowiadania: Śmiech markiera i Ostatnia karuzela.

## Życiorys
Nelson Algren urodził się w Detroit w stanie Michigan jako syn Goldie (z domu Kalisher) i Gersona Abrahama.  W wieku trzech lat przeniósł się z rodzicami do Chicago w stanie Illinois, gdzie mieszkali w robotniczej dzielnicy imigrantów w South Side. Jego ojciec był synem Szweda, który przeszedł na judaizm i niemieckiej Żydówki, a matka była Żydówką pochodzenia niemieckiego.  Miała sklep ze słodyczami na South Side. Kiedy był młody mieszkał wraz z rodziną przy 7139 S. South Park Avenue (obecnie S. Martin Luther King Jr. Drive) w Greater Grand Crossing w South Side.
Kiedy miał osiem lat, jego rodzina przeprowadziła się z dalekiego South Side do mieszkania przy 4834 N. Troy Street, w dzielnicy North Side w Albany Park. Jego ojciec pracował jako mechanik samochodowy w pobliżu North Kedzie Avenue.
W swoim eseju Chicago: City on the Make Algren dodał szczegóły autobiograficzne m.in. wspominał, że po przeprowadzce na Troy Street dokuczały mu dzieci z sąsiedztwa, ponieważ był fanem South Side White Sox.  Pomimo tego, że większość życia spędził na North Side, Algren nigdy nie zmienił przynależności i pozostał fanem White Sox.
Kształcił się w szkołach publicznych w Chicago, ukończył Hibbard High School (obecnie Roosevelt High School) i rozpoczął studia na Uniwersytecie Illinois w Urbanie i Champaign, uzyskując tytuł Bachelor of Science z dziennikarstwa podczas Wielkiego Kryzysu w 1931 roku. Podczas swojego pobytu na Uniwersytecie Illinois pisał dla studenckiej gazety Daily Illini.
W 1947 poznał w USA francuską pisarkę i filozofkę Simone de Beauvoir, uczuciowy związek z nią trwał 17 lat. Razem odbyli wiele podróży (m.in. Ameryka Łacińska, Grecja i Turcja).
Sławę przyniosła mu uważana za antypolską powieść The Man with the Golden Arm (Człowiek o złotej ręce) 1949, nagrodzona w 1950 National Book Award, bestseller, następnie sfilmowana.

### Śmierć
Zmarł na atak serca w domu 9 maja 1981 r. w czasie przyjęcia, wydanego z okazji przyznania mu członkostwa w American Academy of Arts and Letters. Został pochowany na cmentarzu w Oakland, Sag Harbor, Long Island.

## Dzieła

### Powieści
- Somebody in Boots (1935)
- Never Come Morning (1942)
- The Man with the Golden Arm (1949)
- A Walk on the Wild Side (1956)
- The Devil's Stocking (1983)

### Zbiory opowiadań
- The Neon Wilderness (1947)
- Nelson Algren's Own Book of Lonesome Monsters: 13 Masterpieces of Black Humor. (antologia zredagowana przez Nelsona Algrena z jednym jego opowiadaniem, 1962)
- The Last Carousel (1973)
- He Swung and He Missed (krótkie opowiadanie dla młodszych czytelników, 1993)
- The Texas Stories of Nelson Algren (1994)
- Entrapment and Other Writings (pośmiertny zbiór fragmentów niedokończonej powieści, niepublikowanych opowiadań i wierszy, 2009)

### Literatura faktu
- America Eats (przewodnik napisany w latach 30. XX w., wydano w 1992)
- Chicago: City on the Make (esej, 1951)
- Nonconformity: Writing on Writing (esej napisany w latach 1951-1953, wydano w 1996)
- Who Lost an American? (1963)
- Conversations with Nelson Algren (zbiór wywiadów przeprowadzonych przez H.E.F. Donohue, 1964)
- Notes from a Sea Diary: Hemingway All the Way (1965)
- Notes From a Sea Diary & Who Lost an American (Seven Stories Press, 2009)

## Ekranizacje
- The Man with the Golden Arm, reżyser: Otto Preminger, 1955
- Walk on the Wild Side, reżyser: Edward Dmytryk, 1961